# Хенрік Дорсін
Пер Хенрік Дорсін (нар. 20 листопада 1977, муніципалітет Лідінгьо, округ Стокгольм, Швеція) — шведський актор, комік, співак і актор ревю. Дорсін розпочав кар'єру статистом у фільмі " Вінтервікен " 1995 року. Свою телевізійну кар'єру він розпочав у сатиричному шоу Detta har hänt у 1998 році. Потім він працював актором ревю та драматургом, продюсував ревю Slängar av sleven і брав участь у виставах з театральною групою Stockholms blodbad. Він також працював із розважальним шоу Säpop на SVT і брав участь у комедійному шоу Parlamentet на TV4. У 2007 році він отримав премію Karamelodiktstipendiet Повела Рамеля. У 2014 році Дорсін гастролював із комедійною виставою Henrik Dorsin — näktergalen från Holavedsvägen. А з 2014 року Дорсін керує театром Scalateatern у Стокгольмі.
Його молодший брат — колишній футболіст Мікаель Дорсін. Одружений з комікицею Ганною Дорсін.